# Othryonée
Pour l’article homonyme, voir Othryonée (précepteur).

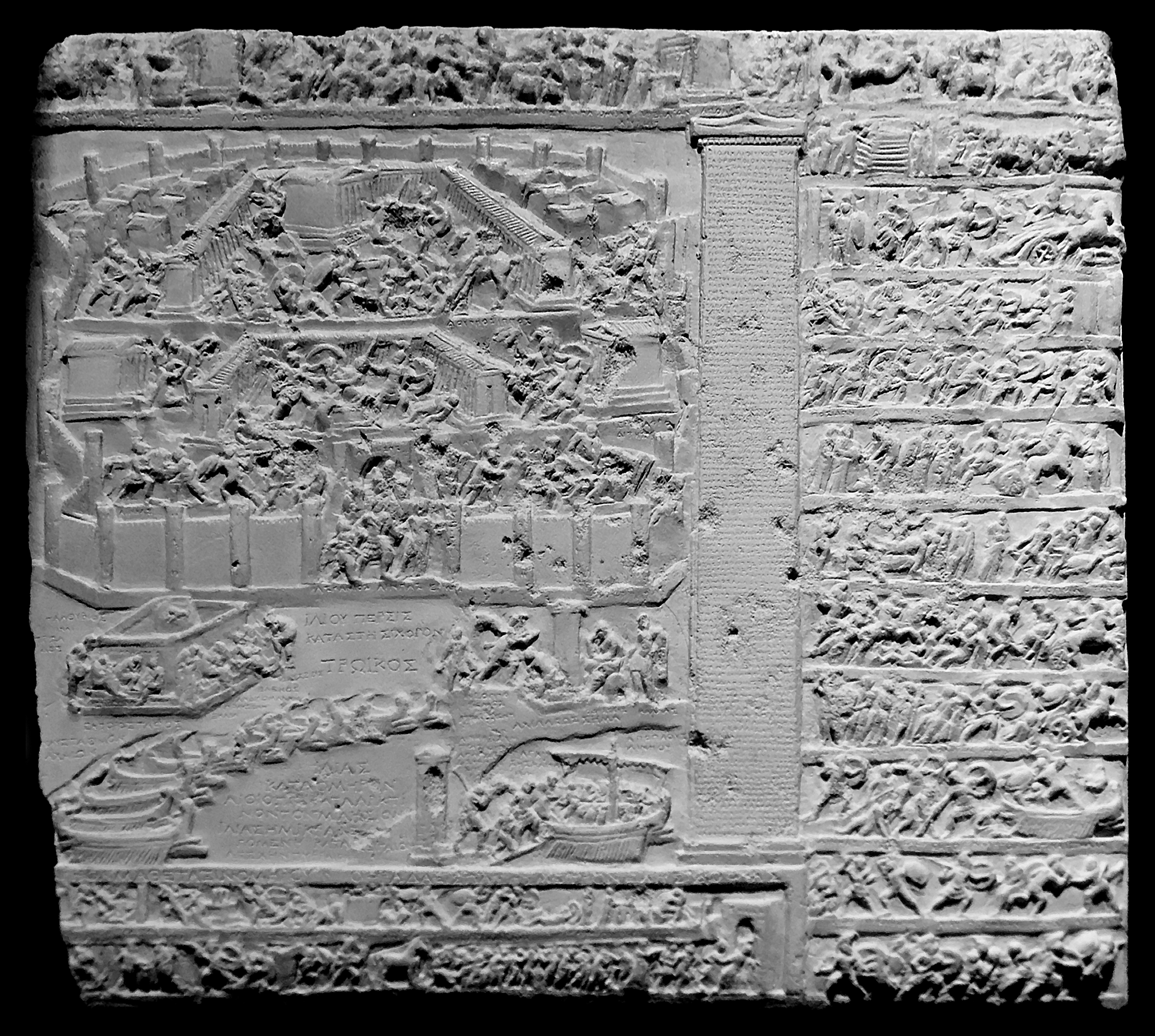
Table iliaque du Capitole du sur laquelle figure le meurtre d'Othryonée par Idoménée.

Dans la mythologie grecque, Othryonée ou Othryoneus (en grec ancien Ὀθρυονεύς / Othruoneús) est un guerrier de la guerre de Troie. Étranger originaire de Cabèse, il obtient du roi troyen Priam la main d'une de ses filles, Cassandre, en échange de la promesse de se débarrasser des Achéens. Il meurt tué par Idoménée.

## Étymologie
En grec ancien, Othryonée se nomme Ὀθρυονεύς / Othruoneús. L'étymologie de ce nom est complexe et incertaine.
Une origine proposée est ὄθρυν / óthrun, expliqué par Hésychios d'Alexandrie dans une glose comme le mot crétois pour ὄρος / óros (« montagne »), qui aurait notamment donné son nom au mont Othrys en Thessalie,,. Le suffixe -ονεύς / -oneús peut suggérer que le nom Othryonée serait composé de la même manière que celui d'Ilionée (Ἰλιονεύς / Ilioneús) à partir d'Ilion (Ἴλιον / Ílion),.

## Mythe

### Dans l'Iliade
Le personnage d'Othryonée apparait au chant XIII de l'Iliade.
Othryonée est originaire de Cabèse (Καβησός / Kabēsós dans la langue homérique), un lieu dont la localisation n'est pas connue. Celui-ci se présente à Priam, le roi de Troie, et lui propose d'épouser sa fille Cassandre, non pas en échange de présents ou d'une dot, mais de la promesse de chasser les Achéens qui attaquent la ville, ce que le roi accepte.
Othryonée est tué au combat par le guerrier grec Idoménée d'un coup de lance dans le ventre. Ce dernier se moque et humilie son ennemi agonisant, qui aurait pu passer un marché analogue avec les Achéens victorieux : Idoménée traîne ainsi le corps d'Othryonée vers le camp grec, comme pour le marier à une des filles d'Agamemnon. Othryonée serait ainsi un personnage naïf, qui souligne le caractère désespéré de Priam, prêt à accepter la promesse irréaliste d'un inconnu, et les choix tragiques de certains Troyens et de leurs alliés, perdants de la guerre.
Othryonée est cité plus tard par Hector, qui reproche à Pâris les nombreuses pertes troyennes en lui demandant où se trouvent plusieurs guerriers morts.

### Dans la littérature antique postérieure
La littérature post-homérique ne reprend pas le personnage d'Othryonée : par exemple, dans la Petite Iliade puis dans l'Énéide de Virgile, le fiancé de Cassandre est Corèbe, tué pendant la prise de Troie. Macrobe, dans les Saturnales, met en parallèle la présentation d'Othryonée dans l'Iliade d'Homère à celle de Corèbe dans l'Énéide de Virgile. La question se pose ainsi de savoir si Cassandre a été fiancée à deux hommes naïfs, l'un après l'autre, ou si la seconde tradition a exclu la première.
Les commentateurs et scholiastes des textes homériques, dès l'Antiquité, se concentrent surtout sur la localisation de Cabèse (appelée Καβησσός / Kabēssós par Étienne de Byzance et Κάβησα / Kábēsa ou Κάβασα / Kábasa chez Eustathe de Thessalonique), qui fait débat . Hécatée de Milet localise le lieu au-delà du Grand Balkan, chez les Agathyrses. Hellanicos le situe en Lycie. Dans les scholies T à l'Iliade, il est placé sur l'Hellespont. Apion propose quant à lui une localisation en Cappadoce, entre Kayseri et Tarse.
Les scholies T rapportent également une tradition qui faisait d'Othryonée un frère de Sarpédon. Cette filiation et l'origine crétoise proposée pour le nom d'Othryonée pourrait éventuellement en faire un personnage originaire de cette île, réemployé dans la geste troyenne.

## Représentations

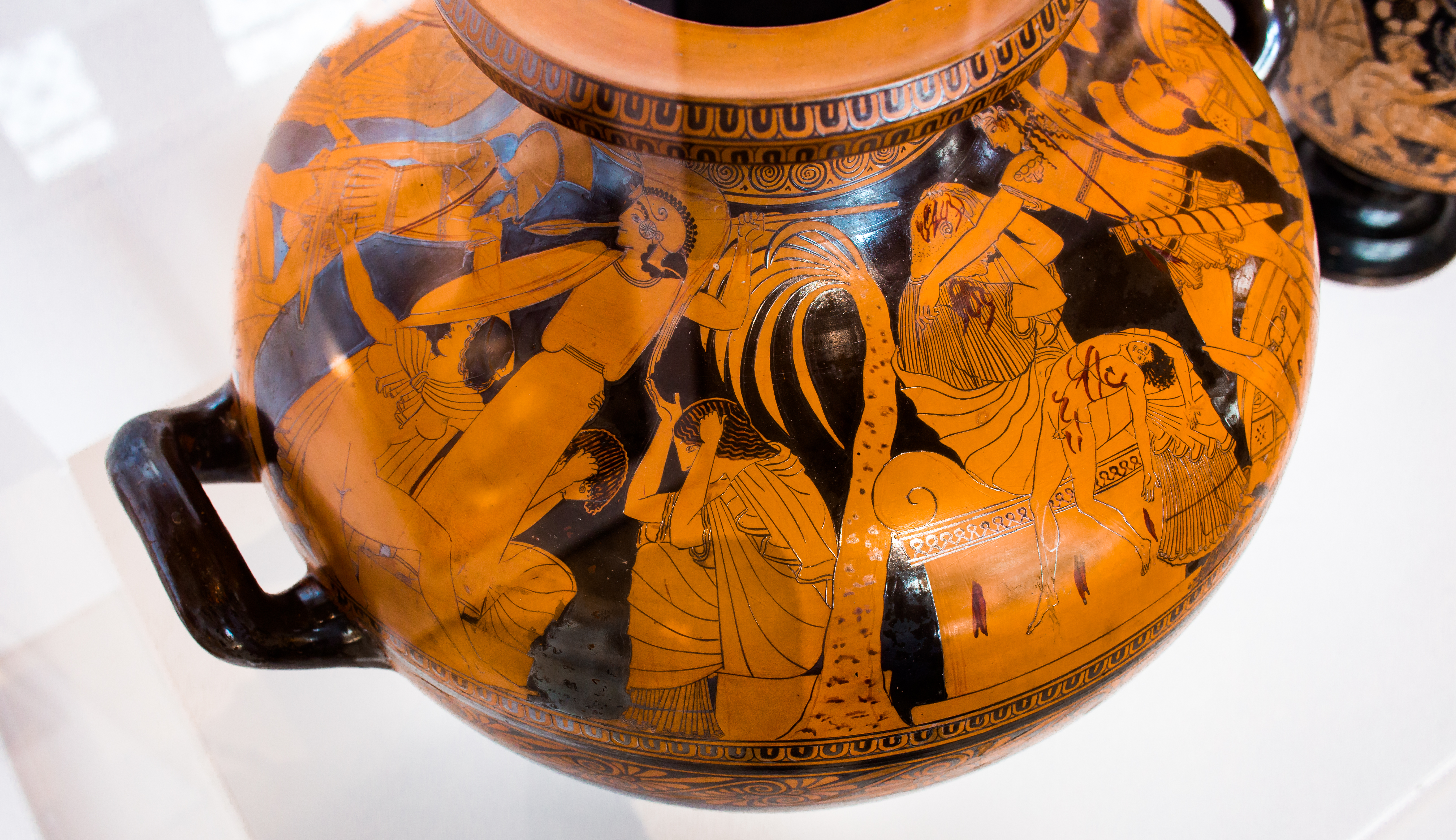
Hydrie Vivenzio du, sur laquelle est peut-être représenté Othryonée ou Corèbe.

Un guerrier tué, peut-être Othryonée ou Corèbe, git aux pieds d'Ajax qui enlève Cassandre dans une scène figurée par le peintre de Cléophrade (it) sur l'hydrie Vivenzio, céramique attique à figures rouges du Ve siècle av. J.-C. du musée archéologique national de Naples.
Le meurtre d'Othryonée par Idoménée est figuré dans la scène dédiée au chant XIII de l'Iliade sur la table iliaque du Capitole, datée du Ier siècle av. J.-C. et conservée aux musées du Capitole, sur la première bande horizontale de droite,.

## Postérité
(9030) Othryonée, astéroïde troyen de Jupiter découvert le 30 octobre 1989 par Schelte J. Bus à l'Observatoire interaméricain du Cerro Tololo, est nommé en référence à Othryonée.

### Sources antiques
- Homère, Iliade [détail des éditions] [lire en ligne], XIII, 361-384 ; XIII, 772.
- Macrobe, Saturnales, V, 5, 8.